# Sing-O
Sing-O（シングオー、1975年7月15日 - ）は日本のシンガーソングライター／音楽プロデューサー。岐阜県生まれ。身長174cm。ボクシング世界タイトルマッチやMoto GP 世界選手権など4度の国歌独唱を務める。
岐阜市立七郷小学校、岐阜市立岐阜西中学校卒業。

## 概要
作詞、作曲からアレンジ、プロデュースまでをこなす実力派アーティスト“Sing-O”。
SPACE SHOWER MUSICからシングル2枚とアルバム1枚をリリース。
現在はSPACE SHOWER MUSICと提携し自身や多くのアーティストの楽曲を発信している。

## 経歴
作詞・作曲・編曲・トラックメイク・プロデュースを手掛ける歌手／音楽プロデューサー。
Composer／Dr／Perの「稲田しんたろう」をサウンドパートナーに迎え国内外アーティストへの楽曲提供を始めジャニーズ・AKB48など舞台音楽、様々なCM音楽やゲーム音楽も手掛ける。
2004年「別れを・・・It’s so hard」作詞・作曲。(米国クレジットカード会社card one CMソング - アメリカ国内限定CM)
横浜アリーナで開催された「ボクシング世界タイトルマッチ」、ツインリンクモテギで開催された「2010 MotoGP 世界選手権シリーズ第14戦日本グランプリ」、プロバスケットリーグやj－リーグなど過去4回「君が代」国歌独唱を務める。
2009年、作詞 作曲 編曲プロデュースした「One love」「感肌～Kansyoku～」宇多田ヒカルのカヴァー「First love」が音楽配信レコチョクにて連続3曲第1位を獲得。
TOKYO FMの特番、ルマン24時間耐久レース「ルマン24 2009」では現地フランスでレースを体感し、ルマン番組テーマ曲として書き下ろした「PRIDE～24Limit～」はTOKYO FM Music Villageで着うた第1位を獲得。
2010年、1st Album「Hey you」（ブルースインターアクションズ／avex）をリリースし、タイトル曲「Hey you」は「第48回愛媛マラソン」の挿入歌となり自身もゲストランナーとして出場し42.195kmを完走。
愛媛県で開催された松山P's festival／a-nationに出演。
2011年、maxi single「1.2.3～One two three～」は「第49回愛媛マラソン挿入歌」となり自身もゲストランナーとして出場し2年連続42.195kmを完走。
出身地の岐阜・長良川国際会議場で開催された「Sing-Oドリームライブ2009」では2.000人の観客を動員。2010年には愛媛・ひめぎんホールにて「Sing-O Live in 松山 歌王伝説～序章～」を開催し3.000人を動員する。
2009年～2011年はTOKYO FM、FM AICHI、FM愛媛で3本の冠レギュラー番組のパーソナリティーを務める。
Sing-Oが作詞作曲編曲総合プロデュースを手掛ける「club ROMEO」は2012年デビューからレコチョク・邦楽ヒップホップ／R&B／レゲエチャートにて8作連続第1位を獲得。デビューシングル「パーティーララサイッ」はテレビ東京系「B級ニュースSHOW」のエンディングテーマに決定。全国インディーズCDウィークリーチャートで第1位を獲得しタワーレコードではメジャーインディーズを合わせた全国総合チャートで6位を獲得。2016年カラオケで話題を集め「誕生日ソング」おすすめ20選にノミネートされる。

2013年、愛媛県内子町の公式応援歌のオファーを受け「うちのこころ」作詞 作曲 編曲・歌をSing-Oが担当。
同年、「ONE5 label」を立ち上げる（上京してバーニンググループの事務所に所属。その後スペースシャワーミュージックに移籍）。
EXILEメンバーのKENJI、KENCHI、TETSUYAと結成したFULCRUMのリーダーを務め二代目J Soul Brothersの前身のグループを確立したSORI-KENと4人組ユニット「Buza West」（ATSUTOSHI、SORI-KEN、ZYO、Sing-O）を結成しSing-Oはサウンドプロデュース&ヴォーカルを務め3曲を配信。レコチョク総合チャートで11位を獲得。
WBCムエタイ世界スーパーライト級チャンピオン「大和哲也」の入場曲「大和唄」作曲・編曲・歌を担当。
2016年、グラミー賞アーティストBoyz Ⅱ Men「WANYA MORRIS」とSing-OによるXmasディナーショーを行う。
サイパン政府観光局からオファーを受け、サイパン・テニアン・ロタ」の公式テーマソングを手掛ける。サイパンPR大使。北マリアナ諸島公式テーマソング「Happy Marianas」作詞作曲編曲・歌／Sing-O
2017年、ヤヌスの鏡で主演を演じた杉浦幸とデュエット曲「密やかな恋」をリリース。
2018年、作詞作曲を手掛けたBOYS AND MEN「かましてこうぜテッペン」はオリコンCDランキング第1位を獲得。 
BMK「えいやッ喝采」作詞作曲.その他楽曲プロデュースを手掛ける。
現在、株式会社ONE5代表取締役。

## 人物
- 俳優の伊藤英明とは幼馴染であり親友[6][7]。高校時代は一緒にバンドを組む。プライベートで何度も海外旅行へ行く仲。スキューバーダイビングの免許もハワイで一緒に取得[8][9]。
- ピアノを教えていた母親の影響で4歳からピアノを始める。
- 小学3年からサッカーを始め、高校はサッカー推薦で入学[10]。
- 高校に入学してすぐサッカー部を辞めて、ボクシングに転向[11]。ボクシングでは県選抜新人戦2位に。
- 19歳で静岡の浜松市へ。昼間の2年間自動車整備工場に務め[12]、夜はジャズバーで歌う。
- ジャズバーでの歌が口コミで広まり、東京のレコード会社の目に止まりスカウトにされる[13]。
- 歌手になるきっかけは、25歳の時、伊藤英明と2人で行ったバリ島での出来事。
- ハードロックカフェに飛び入り出演することになり自信満々でステージに立つが完成度の低いステージングに大ブーイングを受ける。ステージを甘く見ていた自分自身が情けなく失望し、プロになることを決意。
- 機材とCD400枚を車に積み、東京～鹿児島を単独路上ライブ。400枚を売り切って東京に戻る。
- 衣装はファッションブランドcarhartt wipを愛用。
- 父[14]、母[15]、妹がいる[15][16]。

## 出演

### ラジオ
- NOISE（TOKYO FM） - パーソナリティー
- メインホールへの道 Sing-O Wavy Voice（南海放送ラジオ）
- WEEKEND BREEZE（FM愛知）
- Sing-O ONE LOVE（FM愛知）
- Sing-O 感肌～Kansyoku～（FM愛媛）